# Кваша, Илья Олегович
Илья́ Оле́гович Ква́ша (укр. Ілля Олегович Кваша; 5 марта 1988 год, Николаев, СССР) — украинский прыгун в воду, бронзовый призёр летних Олимпийских игр 2008 года, семикратный чемпион Европы. Мастер спорта Украины международного класса.
Студент Николаевского государственного университета имени Сухомлинского. Первый тренер — Сергей Гуменюк. Тренеры — Татьяна Марьянко и Геннадий Николайчук.
В 2012 году Кваша принял участие в летних Олимпийских играх в Лондоне. В синхронных прыжках украинский спортсмен в паре с Алексеем Пригоровым занял 4-е место, уступив более 12 баллов бронзовым призёрам американцам Дюмею и Ипсену. В индивидуальных прыжках Кваша пробился в финал, но занял там лишь 8-е место.

## Спортивные достижения
- 2004—2008 — Чемпионаты Европы (трамплин 1 м и 3 м) — 1-е место.
- 2006 — Чемпионат мира (трамплин 1 м и 3 м) — 2-е место.
- 2007 — Чемпионат мира (трамплин 1 м) — 5-е место.
- 2008 — Чемпионат Европы (трамплин 1 м) — 1-е место.
- 2008 — Чемпионат Европы (трамплин 3 м) — 2-е место.
- 2008 — XXIX Олимпийские игры в Пекине — 3-е место в синхронных прыжках в воду с 3-метрового трамплина; в дуэте с харьковчанином Алексеем Пригоровым набрал 415,05 баллов.
- 2010 — Чемпионат Европы (трамплин 1 м) — 1-е место.
- 2010 — Чемпионат Европы (трамплин 3 м синхрон) — 1-е место.
- 2012 — Чемпионат Европы (трамплин 1 м) — 1-е место (430.50 балов).
- 2012 — Чемпионат Европы (трамплин 3 м синхрон) — 3-е место (432.48 балов).
- 2013 — Чемпионат мира (трамплин 1 м) — 2-е место (434,30 балов).

## Награды
- Орден «За мужество» III степени (4 сентября 2008 года) — за достижение высоких спортивных результатов на XXIX летних Олимпийских играх в Пекине (Китайская Народная Республика), проявленные мужество, самоотверженность и волю к победе, подъём международного авторитета Украины[1]